# Ryoma Kida
Ryoma Kida (氣田 亮真 Kida Ryoma?), född 12 augusti 1997 i Chiba prefektur, är en japansk fotbollsspelare.
Kida började sin karriär 2020 i V-Varen Nagasaki. 2021 flyttade han till Vegalta Sendai.